# چشمه مودگان
چشمه مودگان (یا به غلط مردگان) از جمله چشمه‌های شهرستان رستم در استان فارس است.که در روستای میدجان کنونی واقع در بخش سورنا شهرستان رستم قرار دارد.
این چشمه دارای آب شیرین است.
که از ان در کتاب تاریخی فارس نامه ناصری 
یاد شده است.